# I-2 (sous-marin)
Le sous-marin japonais I-2 est un croiseur sous-marin de la marine impériale japonaise de classe J-1.
Mis en service en 1926, il a servi dans la deuxième guerre sino-japonaise et la Seconde Guerre mondiale. Pendant ce dernier conflit, il a soutenu l'attaque de Pearl Harbor, a mené des patrouilles de lutte contre le trafic maritime dans l'océan Indien et a participé à la campagne des îles Aléoutiennes, à la campagne de Guadalcanal, à l'opération Ke et à la campagne de Nouvelle-Guinée avant d'être coulé en avril 1944.

## Conception et description
Construit par Kawasaki Shipbuilding Corporation à Kobe, au Japon, le I-2 a été mis sur cale le 6 août 1923 sous le nom de Croiseur sous-marin no 75. Rebaptisé I-2 le 1er novembre 1924, il a été lancé le 23 février 1925. Il a été achevé le 24 février 1926, la marine impériale japonaise l'a accepté pour le service et l'a mis en service le jour même.

## Histoire

### Service précoce
Dès sa mise en service, le I-2 fut rattaché au district naval de Yokosuka, et il appareille de Kobe pour Yokosuka avant la fin du mois de juillet 1926. Le 1er août 1926, il fut affecté, avec son navire jumeau le I-1, à la 7e division sous-marine du 2e escadron de sous-marins de la 2e flotte.
Le 15 novembre 1929, le I-2 a été mis hors service et placé en réserve. Pendant qu'il était en réserve, il a subi une modernisation au cours de laquelle ses moteurs diesel de fabrication allemande et toute son installation de batteries ont été remplacés. Une fois les travaux terminés, il a été remis en service le 15 novembre 1930.
Le 10 janvier 1935, l'attaché naval allemand au Japon, le Kapitän zur See Paul Wenneker, a visité le I-2 entre 14h50 et 15h40, alors qu'il était amarré à Yokosuka. Le 1er octobre 1935, il a de nouveau été mis hors service et placé en réserve pour subir une reconstruction. Alors qu'il était hors service, son sonar de fabrication américaine a été remplacé par un système de sonar fabriqué au Japon et sa tour de contrôle a été rationalisée.

### Deuxième guerre sino-japonaise
Le 7 juillet 1937 a eu lieu le premier jour de l'incident du pont Marco Polo, qui a marqué le début de la seconde guerre sino-japonaise. Le 28 juillet 1937, la division du I-2, la 7e division sous-marine, a été affectée au 1er escadron sous-marin de la 1re flotte et en septembre 1937, le 1er escadron sous-marin  a été réaffecté à la 3e flotte qui, à son tour, a été subordonnée à la Flotte de zone chinoise pour le service dans les eaux chinoises. L'escadron, composé du I-2, de son camarade de division I-1 et des sous-marins I-3, I-4, I-5 et I-6, s'est déployé sur une base à Hong Kong avec les ravitailleurs de sous-marins Chōgei et Taigei en septembre 1937. Du 21 au 23 août 1937, les six sous-marins du 1er Escadron de sous-marins ont opéré en mer de Chine orientale comme couverture lointaine pour une opération au cours de laquelle les cuirassés Nagato, Mutsu, Haruna et Kirishima et le croiseur léger Isuzu ont transporté des troupes de Tadotsu, au Japon, à Shanghai, en Chine.
Le 1er Escadron de sous-marins était basé à Hong Kong jusqu'à l'automne 1938. Dans un effort pour réduire les tensions internationales liées au conflit en Chine, le Japon a retiré ses sous-marins des eaux chinoises en décembre 1938.

### 1938–1941
Le 15 décembre 1938, le I-2 servait de navire-école à l'école de sous-marins de Kure. Le 20 novembre 1939, il fut désarmé et placé en réserve. Pendant qu'il était en réserve, il subit un radoub, au cours duquel des réservoirs d'impulsion furent installés sur ses tubes de torpilles de type 15 et ses mâts de radio démontables furent enlevés et remplacés par un récepteur à très basse fréquence. Pendant ce temps, son escadron, le 2e escadron sous-marin, fut resubordonné à la 6e flotte le 15 novembre 1940. Après son réaménagement, il fut remis en service le 31 juillet 1941. Il était basé dans le district naval de Yokosuka en tant qu'unité de la 7e division sous-marine avec les I-1 et I-3.
Le 10 novembre 1941, le commandant de la 6e flotte, le vice-amiral Mizumi Shimizu, réunit les commandants des flottes de sous-marins pour une réunion à bord de son navire amiral, le croiseur léger Katori, ancré dans la baie de Saeki, et les informe de l'attaque prochaine de Pearl Harbor, qui entraînera le Japon et les États-Unis dans la Seconde Guerre mondiale. Alors que la marine impériale japonaise commençait à se déployer pour le prochain conflit dans le Pacifique, le I-2 fit route de Yokosuka à 12h00 le 16 novembre 1941, à destination des îles Hawaï. Le 1er décembre 1941, il se trouvait à moins de 300 milles nautiques (560 km) d'Oahu.

### Seconde Guerre mondiale

#### Première patrouille de guerre
Le 7 décembre 1941, le I-2 arriva dans sa zone de patrouille dans le canal de Kauai entre Oahu et Kauai avec l'ordre d'attaquer tout navire qui se serait séparé de Pearl Harbor pendant ou après l'attaque, qui eut lieu ce matin-là. Le 27 décembre 1941, il reçut l'ordre du commandant du 2e escadron de sous-marins à bord du sous-marin I-7 de bombarder le port de Kahului, à Maui, le 30 décembre. Le 30 décembre 1941, le I-2 est arrivé au large de Kahului de jour et a effectué une reconnaissance périscopique du port, en remarquant un petit navire marchand amarré à la jetée. À la nuit tombée, il a fait surface et a tiré dix obus de 140 millimètres (5,5 pouces) à forte puissance explosive à partir de ses canons de pont sur le navire, mais la plupart n'ont pas réussi et certains se sont écartés en direction de Puʻunene.
Le 9 janvier 1942, le I-2 reçut l'ordre de se détourner de sa patrouille et de rechercher le porte-avions USS Lexington de l'US Navy (marine américaine), que le sous-marin I-18 avait aperçu, mais il ne trouva pas le Lexington. Il arriva à Kwajalein en compagnie des I-1 et I-3 le 22 janvier 1942. Les trois sous-marins quittèrent Kwajalein le 24 janvier 1942 à destination de Yokosuka, que le I-2 atteignit le 1er février 1942.

#### Seconde patrouille de guerre
Pendant que le I-2 était à Yokosuka, le 2e escadron de sous-marins - composé des I-1, I-2, I-3, I-4, I-6 et I-7 - fut affecté à la Force d'invasion des Indes orientales néerlandaises. En conséquence, le I-2 quitta Yokosuka le 12 février 1942 à destination de Palau, où il arriva le 16 février 1942 et fit le plein à partir du pétrolier Fujisan Maru, puis reprit la route le 17 février en compagnie du I-3 à destination des Indes orientales néerlandaises. Les deux sous-marins sont arrivés à Staring Bay sur la péninsule sud-est de Célèbes, juste au sud-est de Kendari, le 22 février 1942, puis ont repris la mer le même après-midi, en direction de l'océan Indien au large de la côte sud-ouest de l'Australie, en commençant la seconde patrouille de guerre du I-2.
Le 1er mars 1942, le I-2 se trouvait dans l'océan Indien au sud de Bali lorsqu'il a attaqué deux navires à vapeur alliés non identifiés à 20h03, heure du méridien de Greenwich, prétendant que l'un d'eux avait coulé. Le 2 mars 1942 à 00h58, il a attaqué sans succès un autre navire à vapeur allié, probablement le navire marchand néerlandais Generaal Verspijck.
Le 11 mars 1942, le I-2 a aperçu le cargo britannique armé de 4 360 tonnes Chilka - qui arrivait au terme d'un voyage de Calcutta, en Inde, à Padang, à Sumatra - dans l'océan Indien, au large de Sumatra Ouest, à 60 milles nautiques (110 km) au sud de Padang, à la position géographique de 0° 23′ S, 95° 41′ E. Le I-2 a fait surface sur le quartier bâbord du Chilka et a ouvert le feu avec ses deux canons de pont de 140 millimètres Le Chilka a riposté avec son seul canon, mais au cours des 25 minutes suivantes, il a subi 14 coups, qui ont tué trois officiers, trois matelots et un artilleur. Après que le I-2 ait neutralisé le canon du Chilka, le Chilka a arrêté ses moteurs et s'est rendu. Le I-2 a cessé le feu et a permis aux survivants du Chilka d'abandonner le navire. Le Chilka a coulé à la position géographique de 0° 30′ S, 95° 50′ E. Le I-2 a conclu sa patrouille avec son arrivée à Penang en Malaisie britannique occupée par les Japonais le 14 mars 1942.

#### Raid dans l'océan Indien
Des ordres sont arrivés du quartier général de la Flotte combinée pour tous les sous-marins du 2e Escadron sous-marin, à l'exception du I-1, pour mener des opérations de reconnaissance le long des côtes de Ceylan et de la côte ouest de l'Inde en préparation de l'Opération C, le prochain raid dans l'Océan Indien des porte-avions de la Force Mobile de la Flotte Combinée. En conséquence, le I-2 a quitté Penang à 12h00 le 22 mars 1942 pour aller en reconnaissance à Trincomalee sur la côte de Ceylan. Il est arrivé au large de Ceylan le 31 mars 1942 et a atteint un point à 10 milles nautiques (19 km) au large de la baie de Trincomalee à 8 heures, heure locale, le 2 avril 1942, mais n'a pas pu se rapprocher de la côte en raison des patrouilles intensives des patrouilleurs alliés, qui n'ont pas vu de navires ennemis à l'exception des patrouilleurs. Le 3 avril 1942, il a transmis son premier bulletin météorologique au large de Trincomalee. À 6h31 le 4 avril 1942, il a fait état de ses activités depuis son arrivée en station le 31 mars 1942, en précisant qu'il n'avait pas repéré d'avion ennemi depuis son arrivée. Le lendemain, un avion porteur de la Force mobile a frappé Colombosur l'île de Ceylan.
Le 7 avril 1942, le I-2 a déclaré avoir coulé un navire marchand non identifié à la position géographique de 0° 48′ N, 82° 18′ E, et il a transmis un autre bulletin météorologique le 9 avril 1942. Plus tard dans la journée, un avion porteur japonais a frappé Trincomalee. Réaffecté à la Force avancée, le I-2 a quitté sa zone de patrouille le 10 avril 1942 et s'est dirigé vers Singapour, qu'il a atteint le 15 avril 1942.

#### Avril-mai 1942
Le 21 avril 1942, le I-2 appareille de Singapour à destination du Japon, où il arrive à Yokosuka le 1er mai 1942 pour y subir un carénage, au cours duquel les ouvriers du chantier naval remplacent sa mitrailleuse de 7,7 millimètres sur son pont par un mitrailleuse de 13,2 millimètres de type 3, ont remplacé son télémètre Zeiss de 3 mètres de fabrication allemande par un télémètre japonais de type 97, ont retiré une partie du blindage protégeant son compartiment de stockage des torpilles et ont installé un système de réglage automatique à bord.

#### Troisième patrouille de guerre
La campagne des îles Aléoutiennes a commencé les 3 et 4 juin 1942 par un raid aérien japonais sur Dutch Harbor, en Alaska, suivi rapidement par l'occupation japonaise sans opposition des îles Aléoutiennes d'Attu le 5 juin et de Kiska le 7 juin 1942. Le 11 juin 1942, le I-2 s'est mis en route pour les eaux des Aléoutiennes en compagnie des I-1, I-3, I-6 et I-7 pour commencer sa troisième patrouille de guerre. Le 20 juin 1942, les I-1, I-2 et I-3 ont rejoint la ligne de patrouille "K" dans l'océan Pacifique Nord entre le 48°N 178°W et le 50°N 178°W. Le 24 juin 1942, le pétrolier Teiyō Maru a fait le plein du sous-marin, il est resté sur la ligne de patrouille jusqu'au 3 juillet 1942. Le 17 juillet 1942, il attaqua un navire marchand soviétique non identifié par des tirs d'artillerie à 100 milles nautiques (190 km) au sud du port néerlandais, mais un hydravion Consolidated PBY Catalina de la marine américaine le repoussa. Le 20 juillet 1942, il fut réaffecté à la Force avancée et reçut l'ordre de retourner au Japon. Il arriva à Yokosuka le 1er août 1942 et y fut réparé.

#### Campagne de Guadalcanal
Alors que le I-2 était à Yokosuka, la campagne de Guadalcanal commença le 7 août 1942 avec des débarquements amphibies américains sur Guadalcanal, Tulagi, les Îles Florida, Gavutu et Tanambogo dans le sud-est des îles Salomon. Affecté aux opérations autour de Guadalcanal, le I-2 quitta Yokosuka le 8 septembre 1942 en compagnie des I-1, I-3, I-4 et I-5, s'arrêta à Truk du 15 au 17 septembre 1942, et se dirigea vers l'île Shortland dans les îles Shortland. Pendant qu'il était en mer, il a été réaffecté avec les I-1 et I-3 à la Force extérieure des mers du Sud dans la 8e flotte. Le 26 septembre, le I-2 atteignit l'île Shortland, où les destroyers Amagiri et Ayanami avaient livré quatre péniches de débarquement de classe Daihatsu, chacune chargée d'un canon antiaérien Type 88 de 75 millimètres, d'un tracteur d'artillerie et de plusieurs mortiers d'infanterie Type 96 de 150 millimètres. Les commandants des I-2 et I-3 ont participé à une conférence d'état-major pour décider de la manière de livrer le matériel aux forces de l'armée impériale japonaise sur Guadalcanal, et, après avoir fait leurs plans, le I-2 est parti à 03h30 le 27 septembre 1942 pour un ravitaillement de Guadalcanal avec le I-3, les deux sous-marins remorquant un Daihatsu,. Le 5 octobre 1942, il quitta l'île Shortland en remorquant un autre Daihatsu vers Guadalcanal, mais fut détourné en route vers Bryce Island, où il arriva le 6 octobre à 5 heures, déchargea le Daihatsu et repartit. Il participa à une troisième traversée de ravitaillement vers Guadalcanal le 7 octobre 1942, et effectua une quatrième traversée, en remorquant un Daihatsu, le 9 octobre 1942.
Le 10 octobre 1942, le I-2 est réaffecté à l'Unité Avancée. Après le coucher du soleil le 11 octobre 1942, il arriva au large de la baie de Kamimbo sur la côte nord-ouest de Guadalcanal et déchargea sa cargaison, puis se dirigea vers une zone de patrouille à l'ouest de Guadalcanal. Il eut des problèmes d'embrayage et son système de climatisation tomba en panne, mais il resta en patrouille. Opérant dans le détroit de Savo le 12 octobre 1942, immédiatement après la bataille du Cap Espérance, il aperçut à 21 heures ce qu'il identifia comme un croiseur ennemi - peut-être le destroyer USS McCalla qui sauvait les survivants après la bataille - et tenta une attaque, mais ne put se mettre en position de tir. À environ 15 milles nautiques (28 km) à l'ouest de l'île de Savo, il a aperçu un canot de sauvetage vide et un hydravion à la dérive. Il est retourné à Truk le 3 novembre 1942 et son équipage a commencé des réparations de fortune sur place, aidé par les équipages du Urakami Maru et du Hie Maru.
Le 15 novembre 1942, le I-2 a été affecté à l'unité de patrouille "B". Le 16 novembre, le commandant de la 6e Flotte, le vice-amiral Teruhisa Komatsu, a pris la parole lors d'une réunion des commandants de ses flottes de sous-marins pour les informer que le commandant en chef de la Flotte combinée, l'amiral Isoroku Yamamoto, avait ordonné à la 6e Flotte d'organiser un système de ravitaillement des forces de la 17e Armée qui combattent sur Guadalcanal. Affecté à des missions de ravitaillement, le I-2 quitta Truk le 19 novembre 1942 à destination de Rabaul, où il s'arrêta du 22 au 24 novembre pour prendre un Daihatsu, puis se dirigea vers l'île Shortland, qu'il atteignit le 25 novembre 1942. Il partit le 27 novembre, remorquant le Daihatsu, et atteignit la baie de Kamimbo, sur la côte de Guadalcanal, le 29 novembre 1942. Il déchargea le Daihatsu, puis le saborda parce qu'il avait eu des problèmes de moteur pendant le voyage. Il fit ensuite route vers l'île Shortland, qu'il atteignit le 2 décembre 1942. Il embarqua 17 passagers (une combinaison de canonniers anti-aériens et de personnel d'entretien du transport d'hydravions Chiyoda) et chargea 20 tonnes de nourriture et de munitions, puis partit à 16h30 le 3 décembre 1942. Il arriva à Kamimbo Bay après le coucher du soleil le 5 décembre 1942, déchargea ses passagers et sa cargaison, prit à bord des malades et des blessés des unités navales de Guadalcanal, et fit route à 23h00, pour revenir sur l'île Shortland le 7 décembre 1942. Le 9 décembre 1942, il entreprit sa septième traversée de ravitaillement vers Guadalcanal, mais reçut l'ordre, le 11 décembre, d'interrompre ses opérations de ravitaillement en raison de la perte du I-3 au large de la baie de Kamimbo, le 9 décembre 1942, alors qu'il était en mission de ravitaillement. Il interrompit son voyage et retourna à l'île Shortland, où il arriva le 13 décembre 1942,. Après son arrivée, il devint le navire amiral temporaire de sa division.
Après avoir embarqué le commandant de la 7e division sous-marine, le I-2 quitte l'île Shortland le 14 décembre 1942 à destination de Truk. À 13h21 ce jour-là, le sous-marin USS Wahoo a aperçu le I-2 en surface au large de Shortland à la position géographique de 6° 30′ S, 156° 09′ E dans une mauvaise visibilité au milieu de nombreux grains de pluie, l'identifiant à une portée de 2 740 m par un grand drapeau de la marine impériale japonaise qu'il arborait et par "I 2" peint sur sa tour de contrôle. À 13h28, le Wahoo a tiré trois torpilles à une portée estimée à 730 m. Le  Wahoo a observé un impact à 6 mètres devant la tour de contrôle du I-2, et deux minutes et demie plus tard, l'opérateur d'écoute du Wahoo a déclaré avoir entendu le I-2 se briser alors qu'il coulait. Cependant, le I-2 n'a pas été touché ; il a entendu deux grosses explosions - apparemment deux des torpilles du Wahoo qui ont explosé prématurément - et s'est écrasé, se croyant attaqué par un avion. Après avoir été submergée, le I-2 a entendu une troisième explosion. Le I-2 a poursuivi son voyage vers Truk, qu'il a atteint le 17 décembre 1942, mais e Wahoo s'est vu attribuer le mérite de l'avoir coulé jusqu'à ce qu'un examen des archives japonaises par les Alliés après la Seconde Guerre mondiale confirme que le I-2 avait survécu à l'attaque du Wahoo.
Après un séjour de presque d'un mois à Truk, le I-2 reprit la mer le 16 janvier 1943, s'arrêta à Rabaul - où il prit place à bord d'un Daihatsu - du 16 au 20 janvier 1943, puis se dirigea vers Guadalcanal pour sa huitième traversée de ravitaillement. Il arriva au large de la baie de Kamimbo le 26 janvier mais, trouvant la zone fortement patrouillée par les avions et les torpilleurs à moteur alliés, ne tenta de livrer sa cargaison que le jour suivant. Il a fait surface après le coucher du soleil le 27 janvier 1943 et a déchargé 15 tonnes de cargaison avant que deux torpilleurs à moteur ne l'aperçoivent et le forcent à plonger. Il est revenu à Rabaul et a été réaffecté à l'unité de patrouille "A" le 29 janvier alors qu'il était en mer.
Le I-2 arriva à Rabaul le 31 janvier 1943 Ce jour-là, commença l'évacuation japonaise de Guadalcanal, l'opération Ke. Le 9 février, 11 700 soldats japonais avaient été évacués et la campagne de six mois de Guadalcanal s'achevait, mais le I-2 avait encore une mission à accomplir à Guadalcanal. Réaffecté à l'unité de patrouille "A" le 7 février 1943, il quitta Rabaul le 9 février, fit un bref arrêt à l'île Shortland le 11 février et partit le même jour avec à son bord l'officier torpilleur du I-1 chargé de retrouver et de détruire l'épave du I-1, qui s'était échoué et avait coulé dans la baie de Kamimbo le 29 janvier 1943 alors qu'il était en combat avec deux corvettes dragueurs de mines de la Royal New Zealand Navy. Après le coucher du soleil le 13 février 1943, il a pénétré dans la baie de Kamimbo à une distance de seulement 1 010 mètres du rivage, mais n'a pas réussi à retrouver l'épave du I-1. Le 15 février 1943, il tenta à nouveau sa chance, atteignant un point situé à 1,4 mille nautique (2,6 km) de la côte avant que des torpilleurs à moteur ne l'attaquent avec des grenades sous-marines. Après qu'un avion l'ait également attaqué à 11 h 20, il abandonna et se dirigea vers l'île Shortland, qu'il atteignit le 18 février 1943. Il reprit la mer le même jour, fit escale à Truk du 23 au 26 février 1943, puis continua vers le Japon, où il arriva à Yokosuka le 5 mars 1943 pour réparation.

#### Retour aux Aléoutiennes
Le 1er avril 1943, la 7e Division sous-marine fut réaffectée à la 5e Flotte pour servir dans les îles Aléoutiennes. La position japonaise dans les Aléoutiennes déclina rapidement après le début de la bataille d'Attu le 11 mai 1943 avec le débarquement américain sur l'île d'Attu. Le 21 mai 1943, alors que la situation sur Attu se détériorait - la bataille s'y acheva finalement le 30 mai 1943 avec l'anéantissement de la garnison japonaise - le quartier général impérial japonais décida d'évacuer la garnison isolée sur Kiska. L'évacuation commença par sous-marin le 26 mai 1943, les sous-marins transportant le personnel évacué vers Paramushiro dans les îles Kouriles.
Une fois ses réparations terminées, le I-2 quitta Yokosuka à 14h30 le 22 mai 1943 à destination de Paramushiro, qu'il atteignit à 04h07 le 27 mai 1943. Il quitta Paramushiro à 08h00 le 30 mai 1943 avec une cargaison de 250 caisses de munitions. Arrivé à Kiska à 22h20 le 3 juin 1943, il a déchargé sa cargaison, embarqué 18 marins et 24 autres personnels, et a repris la mer à 00h55 le 4 juin 1943 à destination de Paramushiro. Le 8 juin 1943, à 19h55, il atteignit la baie de Kataoka à Paramushiro et reprit la mer le 11 juin à 14h00 avec une cargaison de munitions anti-aériennes, de courrier et de six tonnes de nourriture, ce qui marqua le début d'un voyage bien plus mouvementé vers Kiska. Le 16 juin 1943, alors qu'il se dirigeait vers le nord en surface à 12 nœuds (22 km/h) dans un épais brouillard après avoir perdu ses repères, il faillit s'échouer sur le récif de Buldir, et le 17 juin, alors qu'il était de nouveau en surface, un navire de guerre de surface allié équipé d'un radar le surprit et ouvrit le feu sur lui, marquant un point dans l'espace de stockage de son bateau au port qui, heureusement pour le I-2, fut raté. Il est arrivé à Kiska à 20h05 le 17 juin, a déchargé sa cargaison, a embarqué 31 marins et 9 autres passagers, et a repris la mer à 20h45. Il a rejoint la baie de Kataoka à Paramushiro le 22 juin 1943.
Le 29 juin 1943, à 16 heures, le I-2 repartit de Paramushiro en compagnie des sous-marins RO-104 et RO-105, chargés cette fois-ci d'appuyer l'évacuation de Kiska en fournissant des bulletins météorologiques d'une zone de 5 à 10 milles nautiques (9,3 à 18,5 km) au nord de l'île Adak. Alors qu'il entrait dans le passage d'Amchitka le 5 juillet 1943, un navire de surface allié le détecta à 3h45 et le poursuivit pendant 18 heures, l'attaquant avec des charges de profondeur par deux fois. Le 13 juillet 1943, alors qu'il était en surface et qu'il rechargeait ses batteries après le coucher du soleil, un avion l'a attaqué, mais il a été submergé et n'a subi aucun dommage. Le 15 juillet 1943, son devoir de météorologie étant terminé, il a quitté la zone d'Adak pour commencer sa quatrième patrouille de guerre. Le 22 juillet 1943, il a été notifié que le US Navy Task Group 16.21 avait bombardé Kiska, le I-2 tenta d'intercepter le groupe opérationnel; il aperçut deux fusées éclairantes vertes et son opérateur sonore entendit les bruits d'hélices de plusieurs navires, mais un brouillard dense l'empêcha d'établir un contact visuel avec les navires de la Task Group, l'empêchant ainsi de tenter une attaque. Il arriva dans les eaux au nord-est d'Amchitka le 24 juillet 1943, et le 25 juillet, il rejoignit le sous-marin I-23 sur la ligne de patrouille "D". Les Japonais achevèrent l'évacuation de Kiska le 28 juillet 1943, et à 20h25 ce jour-là, le I-2 reçut l'ordre de bombarder l'aérodrome militaire d'Amchitka près du port de Constantine sur Amchitka, mais il ne trouva pas l'aérodrome à cause d'un épais brouillard. Le 29 juillet 1943, à 24 heures, il reçut l'ordre de retourner à Paramushiro et atteignit la baie de Kataoka à Paramushiro le 4 août 1943, puis partit le 6 août pour Yokosuka, qu'il atteignit le 11 août 1943.
Alors qu'il était en réparation à Yokosuka, le I-2 a subi un accident le 10 septembre 1943 lorsqu'il est entré en collision avec un brise-lames dans la baie de Yokosuka à Yoshikura pendant un transfert, mais il n'a subi que des dommages mineurs. Une fois les réparations terminées, il a pris la mer à partir de Yokosuka le 9 octobre 1943, s'est arrêté à Paramushiro les 14 et 15 octobre 1943, puis s'est mis en route pour une patrouille de lutte contre la navigation à l'ouest des îles Aléoutiennes. Le 14 novembre 1943, il est devenu le premier sous-marin japonais à utiliser au combat la torpille électrique à explosif magnétique Type 92, au motif qu'un transport allié non identifié avait été torpillé et coulé au large du passage d'Amchitka. Le 1er décembre 1943, il est retourné à Yokosuka pour des réparations, et probablement aussi pour l'installation d'un détecteur de radar.

#### Campagne en Nouvelle Guinée
Le 1er février 1944, la division du I-2, la 7e division sous-marine, a été resubordonnée directement au quartier général de la 6e flotte. Affectée au soutien du ravitaillement des forces japonaises combattant en Nouvelle-Guinée et dans les îles voisines dans le cadre de la campagne de Nouvelle-Guinée, il a quitté Yokosuka le 10 mars 1944 et est arrivée le 19 mars 1944 à Truk, où le Fuyo Maru et le chasseur sous-marin CH-20 ont escorté le I-2 et le sous-marin I-38 dans le lagon. Le 26 mars 1944, le I-2 est parti pour la Nouvelle-Bretagne, où il est arrivé à Kimbe Bay le 2 avril 1944, a déchargé sa cargaison et a repris la route le même jour. Il est arrivé à Rabaul le 4 avril 1944, puis est reparti plus tard dans la journée à destination de Truk, où il devait arriver le 11 avril 1944.

#### Perte
Le I-2 a été immergé dans la mer de Bismarck à 50 milles nautiques (93 km) à l'ouest-nord-ouest de l'île de Nouvelle-Hanovre en route vers Truk lorsque le destroyer USS Saufley l'a détecté au sonar à 06h30 le 7 avril 1944. À 06h45, le Saufley a largué un chapelet de neuf grenades sous-marines, suivi d'un autre chapelet de neuf à 07h15. L'opérateur sonore du Saufley a entendu deux explosions sous-marines après la deuxième attaque de grenades sous-marines, et l'équipage du Saufley a observé une nappe de pétrole à la surface à 7h23. Cela a marqué la fin du I-2, qui a coulé à la position géographique de 2° 17′ S, 149° 14′ E avec la perte de tout son équipage de 111 hommes.
Le 4 mai 1944, la marine impériale japonaise a officiellement déclaré que le I-2 était présumé perdu au large de la Nouvelle-Irlande. Il a été rayé de la liste de la marine le 10 juin 1944.